# 2013年格拉斯哥直升機墜毀事件
2013年格拉斯哥直升機墜毀事件（2013 Glasgow helicopter crash）是發生於2013年11月29日的一起直升機墜毀事故。當地時間22時25分（UTC+0）時，一架由蘇格蘭警察駕駛的直升機墜毀於格拉斯哥克萊德河北岸的一家酒吧。報導指出十人死亡。

## 事故
蘇格蘭太陽報的編者Gordon Smart表示他目擊了墜毀過程：「墜毀時並沒有噴出火球，我也沒聽見爆炸聲響，就像是石頭落下一樣。引擎則似乎噴濺四散」。 
酒吧的屋頂受到衝擊而坍塌，救難人員於其中救出了部分的人。事發當時，在酒吧內一個斯卡樂團正在表演，估計約有120人處在該室內建築中。一名目擊者則說：「爆炸聲相當巨大...部分室內覆上了灰塵...我們都愣了一秒鐘，驚恐後大家都試圖逃到室外」。
工黨的國際發展領域發言人吉姆·默菲也在現場，他目擊「群眾相繼從酒吧逃出，這是非常可怕的場景」。因為他參與協助救援傷者的緣故，隨後接受電視台直播訪問時，衣服沾上了血跡。

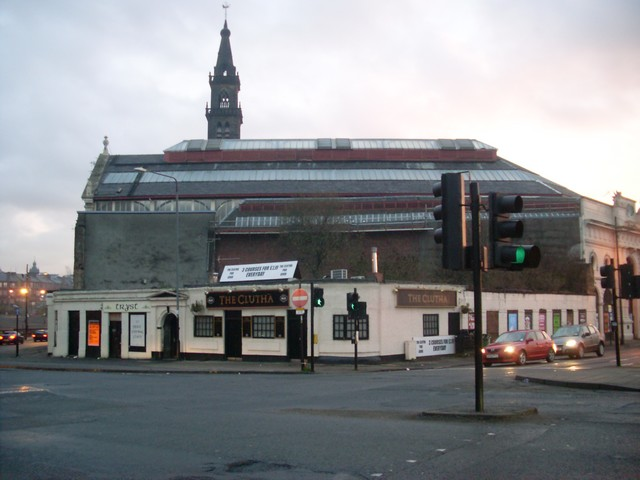
發生事故的地點

## 救難隊行動
蘇格蘭消防服務隊表示125名消防員前往事故現場，經過數小時仍持續搜救受困民眾。城市搜救隊亦參與了補強建築物危傾的區域和挖掘殘塊的工作。格拉斯哥市內的一大片區域圍起封鎖線，而被救出的民眾則被送往附近飯店休息。官方透露32人被送往包括格拉斯哥皇家醫院、格拉斯哥維多利亞醫院在內的地方醫療院所。另外，政府設立了臨時電話專線，提供家人親屬當時可能在該酒吧附近活動的人士查詢。

## 反應
蘇格蘭首席部長亞歷克斯·薩爾蒙德在推特上發表墜毀的直升機確認為「警用直升機」，並表示救難隊已全力投入，但有鑑於如此程度的災難，必須作好面對人員死亡的可能性。
蘇格蘭副首席部長Nicola Sturgeon也在推特上表示：「直升機墜毀於克萊德河的消息非常可怕，我的心和大家與救難隊一樣」。
英國首相戴維·卡梅倫則說：「我的心與在格拉斯哥被直升機墜毀事故波及的民眾同在，今晚救援系統持續運作」。
反對黨領袖艾德·米勒班回應這則消息「從格拉斯哥傳來令人震驚的訊息，我的心與傷者同在」。
蘇格蘭工黨領袖、同時身為蘇格蘭議會格拉斯哥議員的Johann Lamont形容此次事故「發生在我們市中心的可怕事件」，並補充「我們的念頭必須和受到事故影響的民眾及其所愛同在」。

## 調查
航空事故調查局（AAIB）已經開始著手調查此事件。